# Караталка
Карата́лка (баш. Ҡаратал) — река в Ишимбайском районе Башкортостана, правый приток Тайрука. Впадает выше по течению Юшалы. Исток реки на точке 286,0 метра.
Протекает возле вымирающей деревни Авангард, хутора Подлесный (Подлесное). На реке находился посёлок Каратальский (Караталка), входивший в Верхоторскую волость, Стерлитамакского кантона.
На Караталке есть запруда в районе хутора Подлесный.